# Leon Budzynowski
Leon Budzynowski (ur. 26 maja 1922 w Łachowie, zm. 6 sierpnia 2003) – polski ślusarz, poseł na Sejm PRL IV i V kadencji.

## Życiorys
Syn Józefa. Uzyskał wykształcenie podstawowe, z zawodu ślusarz, pracował jako kontroler techniczny w Kieleckich Zakładach Wyrobów Metalowych. W 1965 i 1969 uzyskiwał mandat posła na Sejm PRL z ramienia Polskiej Zjednoczonej Partii Robotniczej w okręgu Kielce. W trakcie IV kadencji zasiadał w Komisji Oświaty i Nauki oraz w Komisji Zdrowia i Kultury Fizycznej, z kolei w V kadencji zasiadał w Komisji Pracy i Spraw Socjalnych oraz w Komisji Przemysłu Ciężkiego, Chemicznego i Górnictwa.
Zmarł 6 sierpnia 2003 roku i został pochowany na cmentarzu parafialnym Piaski w Kielcach.

## Odznaczenia
- Złoty Krzyż Zasługi
- Medal za Długoletnie Pożycie Małżeńskie (1999)[2]
- Odznaka 1000-lecia Państwa Polskiego (1966)[3]